# La scimmia e il cacciatore

Le curve corrispondono alle traiettorie dei proiettili sparati a velocità diverse. Scimmie e proiettili dello stesso colore corrispondono alle loro posizioni nello stesso istante di tempo. Nel file SVG, posiziona il mouse sulla scimmia o sul proiettile per evidenziare i punti contemporanei. Nota che la scimmia e i proiettili rimangono su una retta parallela al segmento che collega le loro posizioni iniziali.

"La scimmia e il cacciatore" è un esperimento mentale spesso utilizzato per illustrare l'effetto della gravità sul moto di un proiettile.
Una possibile formulazione del problema è la seguente. Un cacciatore con una cerbottana va nella foresta per cacciare delle scimmie e ne vede una appesa ad un albero. Supponiamo che la scimmia lasci la presa nello stesso istante in cui il cacciatore spara. Dove e quando dovrebbe sparare il cacciatore per colpire la scimmia?
Per rispondere alla domanda, ricordiamo che tutti gli oggetti in prossimità della superficie terrestre cadono a terra con la stessa accelerazione costante di 9,81 m/s2, indipendentemente dalla massa dell'oggetto. Inoltre, i moti orizzontale e verticale sono indipendenti: la gravità agisce solamente sulla componente verticale della velocità dell'oggetto, non su quella orizzontale. Dunque il proiettile del cacciatore cade con la stessa accelerazione della scimmia.
Supponiamo per il momento che non vi sia la gravità. In questo caso, la traiettoria del proiettile sarebbe una retta ed esso si muoverebbe a velocità costante (prima legge di Newton).  La gravità fa sì che il proiettile cada allontanandosi da questa retta, seguendo una traiettoria parabolica. Consideriamo ora quello che succede se il cacciatore punta direttamente alla scimmia e la poveretta lascia la presa nell'istante in cui il cacciatore spara. Dato che la forza di gravità accelera il proiettile e la scimmia allo stesso modo, i due percorrono la stessa distanza verticale nello stesso tempo: la scimmia cade dal ramo e il proiettile si muove in verticale percorrendo la stessa distanza dalla traiettoria diritta che avrebbe seguito in assenza di gravità. Quindi il proiettile colpirà sempre la scimmia, indipendentemente dalla velocità iniziale del proiettile.

## Cambiamento di sistema di riferimento
Un altro modo di studiare il problema è mediante una trasformazione del sistema di riferimento.  Prima abbiamo discusso il problema in un sistema di riferimento in quiete rispetto alla Terra. Sappiamo che in prossimità della superficie terrestre l'accelerazione di gravità può essere considerata costante con buona approssimazione. Quindi la stessa accelerazione g agisce sia sul proiettile che sulla scimmia durante la caduta. Trasformiamo il sistema di riferimento in un sistema che è accelerato verso l'alto della quantità g rispetto al sistema di riferimento terrestre (l'accelerazione del nuovo sistema di riferimento rispetto alla Terra è -g). Per il principio di equivalenza, il campo gravitazionale (approssimativamente) costante sparisce, lasciandoci solamente con la velocità orizzontale del proiettile e della scimmia.
In questo nuovo sistema di riferimento è ovvio che il cacciatore dovrebbe puntare direttamente alla scimmia, dato che la scimmia è stazionaria. Dato che gli angoli sono invarianti per trasformazioni del sistema di riferimento, ritrasformandolo nel sistema di riferimento terrestre, otteniamo ancora il risultato che il cacciatore dovrebbe puntare direttamente alla scimmia. Mentre questo approccio ha il vantaggio di rendere i risultati intuitivamente ovvi, ha il piccolo difetto logico che le leggi della meccanica classica non sono invarianti per trasformazioni a sistemi di riferimento non inerziali (si veda il principio di relatività).

## Equazioni del moto verticale
Per scrivere le equazioni del moto della scimmia e del proiettile del cacciatore, indichiamo con {\displaystyle g} l'accelerazione di gravità, {\displaystyle t} il tempo trascorso, {\displaystyle h} l'altezza iniziale della scimmia e con {\displaystyle V_{y0}} la componente verticale della velocità iniziale del proiettile. Le equazioni per il moto verticale del proiettile e della scimmia sono rispettivamente: 
{\displaystyle y_{\rm {proiettile}}=V_{y0}t-{\frac {1}{2}}gt^{2}}
e
{\displaystyle y_{\rm {scimmia}}=h-{\frac {1}{2}}gt^{2}}
Si scontreranno quando queste altezze sono uguali, ovvero:
{\displaystyle V_{y0}t-{\frac {1}{2}}gt^{2}=h-{\frac {1}{2}}gt^{2}.}
Il termine {\displaystyle gt^{2}/2} è presente in entrambi i membri dell'equazione, che può dunque essere semplificata in:
{\displaystyle V_{y0}t=h.}
Data una {\displaystyle V_{y0}}, il proiettile incontra la scimmia dopo un tempo
{\displaystyle t={\frac {h}{V_{y0}}}}
E data una {\displaystyle V_{y0}}nulla, i soli possibili valori che soddisfano l'equazione sono {\displaystyle h=0} e ogni valore di {\displaystyle t}.
In conclusione, c'è sempre un tempo {\displaystyle t} in cui proiettile e scimmia si scontrano verticalmente.